# Zuiderkerk (Amsterdam)

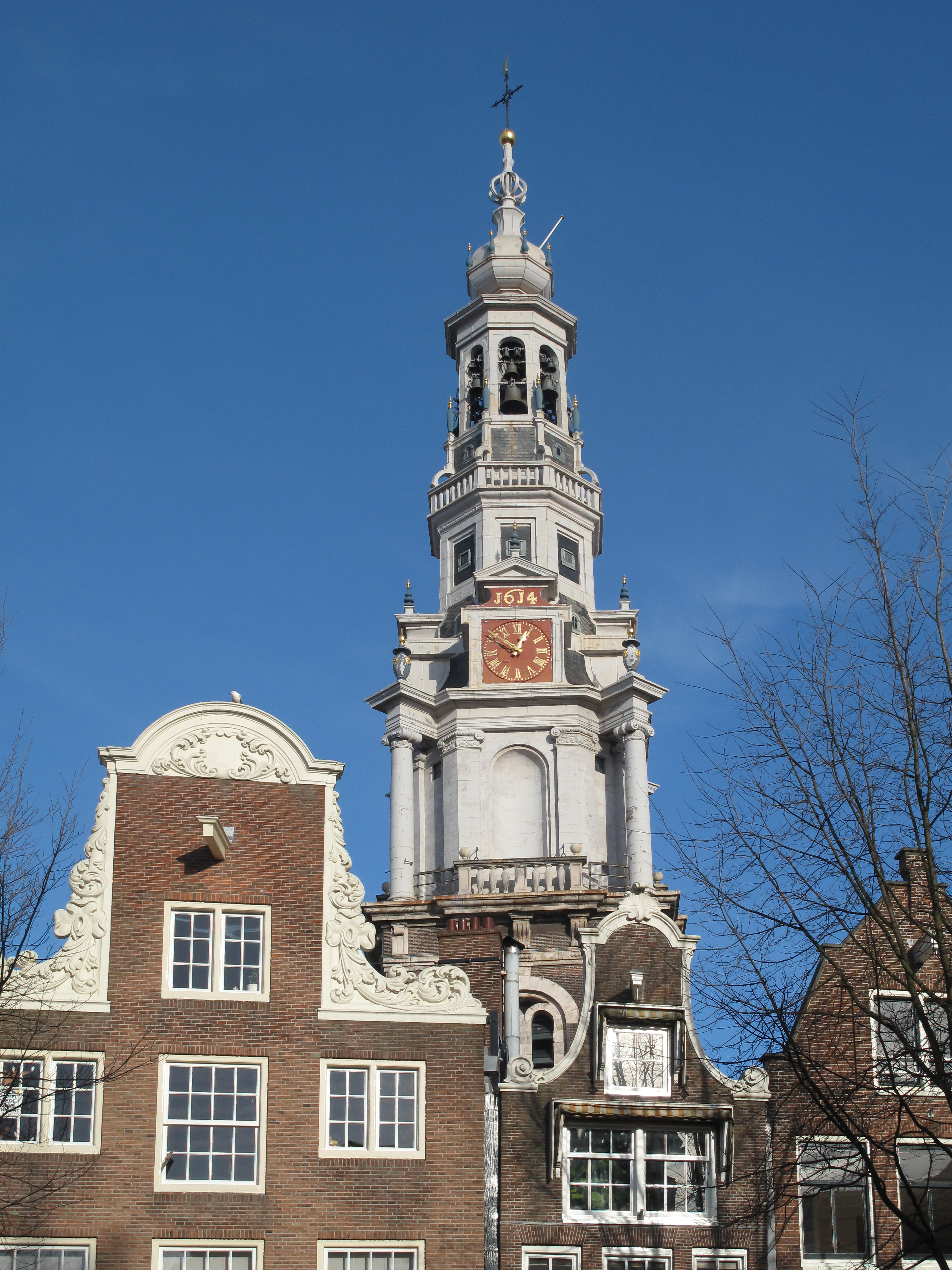
Turm der Zuiderkerk

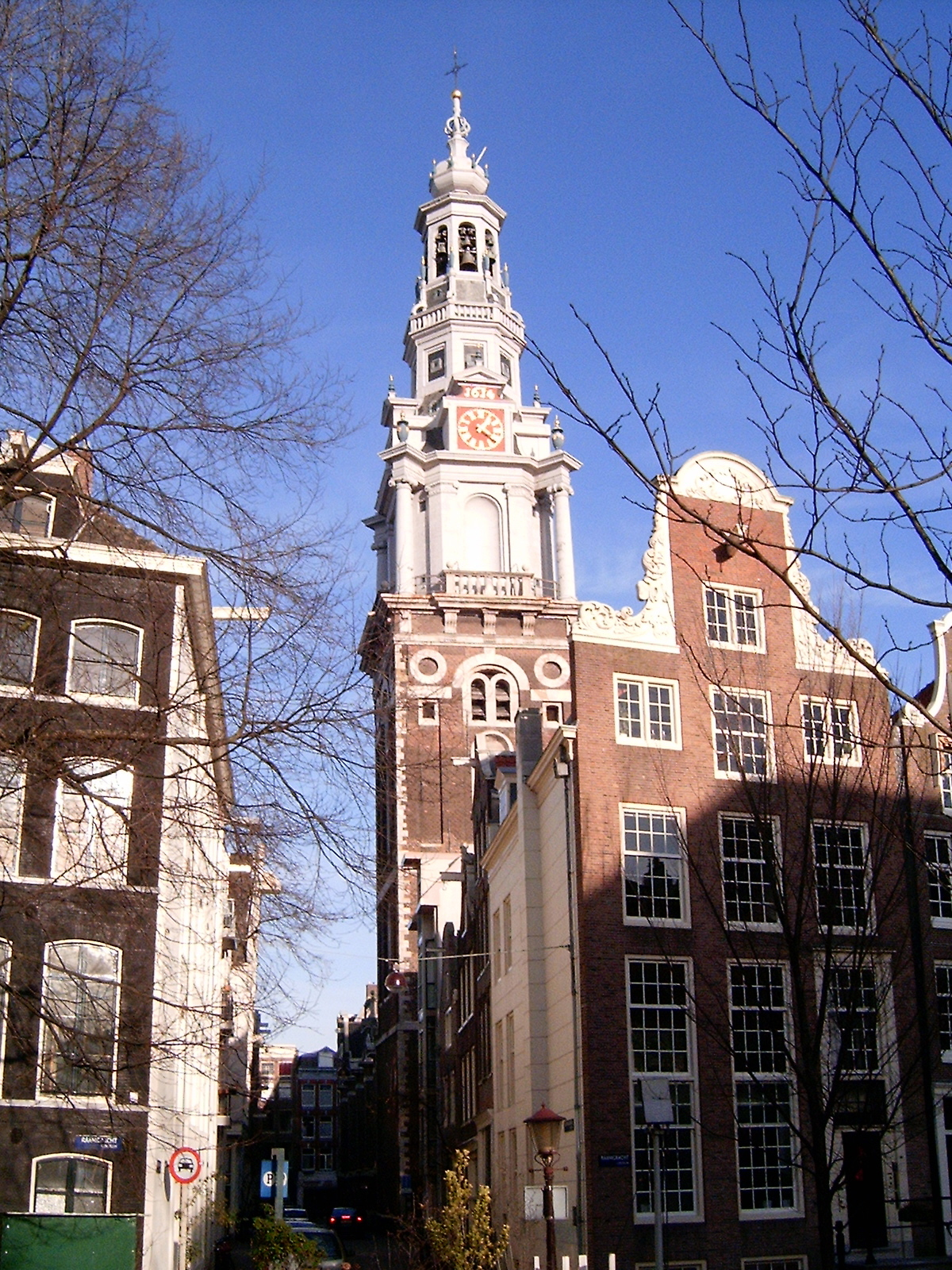
Die Zuiderkerk

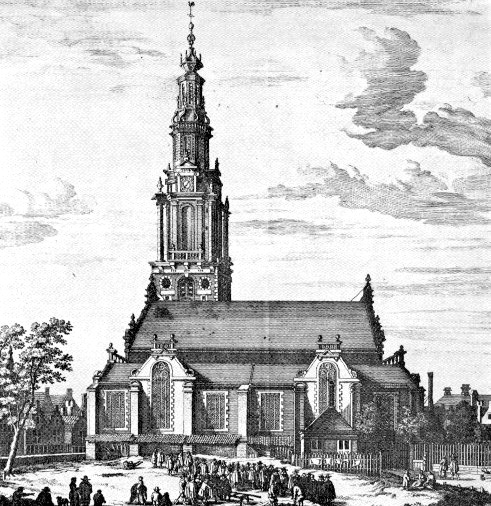
Die Zuiderkerk im 17. Jahrhundert

Die Zuiderkerk (Südkirche) in Amsterdam war die erste für Protestanten erbaute Kirche in den Niederlanden. Das Gebäude ist heute keine Kirche mehr, sondern dient als Informationszentrum.

## Geschichte und Architektur
Sie wurde im holländischen Renaissancestil als Backsteinkirche mit Werksteingliederungen von 1603 bis 1611 erbaut. Die Pläne der dreischiffigen Basilika ohne Chorraum stammen von Hendrick de Keyser.
Der 80 Meter hohe Turm ist für sein Glockenspiel aus der Hemony-Werkstatt bekannt. Mittags zwischen 12 und 13 Uhr ertönt es mit unterschiedlichen Musikstücken. Der Turm kann besichtigt werden und erlaubt einen ausgezeichneten Blick über Amsterdam und darüber hinaus bis zum IJsselmeer.
Das schlicht gehaltene Innere der Kirche beherbergt das Grab von Baumeister de Keyser. Nach 1929 wurden in der Kirche keine Gottesdienste mehr abgehalten. Sie wurde seitdem als Leichenschauhaus und für Ausstellungen genutzt. Finanzielle Schwierigkeiten und drohender Gebäudeverfall führten damals zum Ankauf der Kirche durch die Stadt Amsterdam.
Seit 1988 dient sie dem städtischen Wohnungs- und Planungsamt als Informationszentrum, eine Dauerausstellung informiert über die städtebaulichen Strukturen Amsterdams.

## Besonderheiten
Die Kirche hatte eine Orgel von Johann Caspar Friedrichs aus dem Jahr 1823 mit 29 Registern auf zwei Manualen und Pedal, die 1940 zerlegt und verkauft wurde.
Die Zuiderkerk war Motiv für ein Gemälde Monets.
Während des strengen Hungerwinters 1945 wurden die Leichen der Verhungerten auf dem Kirchenboden gelagert.
Die Kirche steht unweit von Rembrandts Haus. Drei seiner Kinder sind hier begraben. Außerdem befindet sich hier das Grab von Ferdinand Bol, einem Schüler Rembrandts.